# Ottilia Adelborg
Eva Ottilia Adelborg (født 6. december 1855 i Karlskrona ; død 19. marts 1936 i Gagnef i Dalarna), var en svensk 
akvarelkunstner, forfatter, tegneseriepioner og aktiv i den svenske hjemstavnsbevægelse ('hembygdsrörelse' / 'hembygdsvårdare'). Hun virkede også for den svenske "hemslöjdsrörelse", husflidsbevægelse.
Ottilia Adelborg bidrog tillige til fornyelsen af børnebogsgenren i Sverige.
| - Ottilia Adelborg, hendes mærke og slægtens våbenskjold - Ottilia Adelborg, 1901 - Ukendt år - Mærke på forsiden af "Prinsarnes blomsteralfabet" - Våbenskjold for den svenske adelsslægt Adelborg (se) |

| - Af Ottilia Adelborg - Prinsarnes blomsteralfabet af Ottilia Adelborg, 1892 - Blomstersiffror, 1894 - Forsiden af Blomstersiffror med rim, 1894 - Fra Pelle Snygg och barnen i Snaskeby, 1896 |

Referencer
1. ↑  Ottilia Adelborg i Svenskt kvinnobiografiskt lexikon af Lisbeth Larsson : "...Det är framför allt genom sina barnböcker och barnboksillustrationer som Ottilia Adelborg har gått till historien. Hennes böcker fick en enorm genomslagskraft och kom länge att sätta sin prägel på svensk barnkultur. Hennes livsgärning handlade emellertid lika mycket om hemslöjd och Gagnef. 1889 bildade hon Föreningen för Svensk Hemslöjd med prins Eugen som ordförande och sig själv som styrelseledamot (till 1916). ..."
2. ↑  Ottilia Adelborg hos Litteraturbanken.se af Cai Alfredson : "Ottilia Adelborg (1855-1936) fick en gedigen konstnärlig utbildning bland annat på Konstakademien och började sin bana som illustratör i tidens barntidningar. Snart började hon själv skriva barnböcker och blev en av dem som förnyade genren och bidrog till ett mer genomtänkt pedagogiskt perspektiv. Även hennes sätt att skickligt förena bild och text kom att influera andra barnboksförfattare. Adelborg är en av våra tidiga serietecknare; kortare tecknade serier finns bland hennes bidrag till förra sekelskiftets barntidningar. I bilderboken Pelle Snygg och barnen i Snaskeby (1896) kan man se hur text och bild vävs samman. ..."